# Matías Yagüe
Matías Yagüe († 1938) va ser un polític i militar espanyol.

## Biografia
Originari de La Granja, era llenyataire de professió. Membre del PCE, després de l'esclat de la Guerra civil es va unir a les forces republicanes. Va destacar en el front de Navacerrada, on va ser un dels fundadors del batalló «Thälmann». Posteriorment es va integrar en la 1a Brigada de Enrique Líster, i hi va participar en nombroses accions de guerra. Arribaria a manar la 9a Brigada Mixta, que va prendre part en la batalla de l'Ebre. Matías Yagüe va morir en acció durant els combats de l'Ebre.